# Alfa Romeo 159
Alfa Romeo 159 (Тип 939)— среднеразмерный автомобиль, выпускался компанией Alfa Romeo с 2005 года по 2011. Предлагается с кузовами седан и универсал. Представлен на Женевском автосалоне 2005 года в качестве замены модели 156, модель 159 использовала платформу GM/Fiat Premium, общую с Alfa Romeo Brera и Spider, а также концепт-карами Kamal и Visconti. В 2006 году 159 занял третье место в конкурсе «Европейский автомобиль года». Производство 159 закончилось в ноябре 2011 года, было выпущено 247 661 автомобиль. Поздний переход на платформу сегмента E привел к тому, что 159-я модель имела избыточный вес - проблема, которую разделяли купе Brera и Spider.

## Дизайн

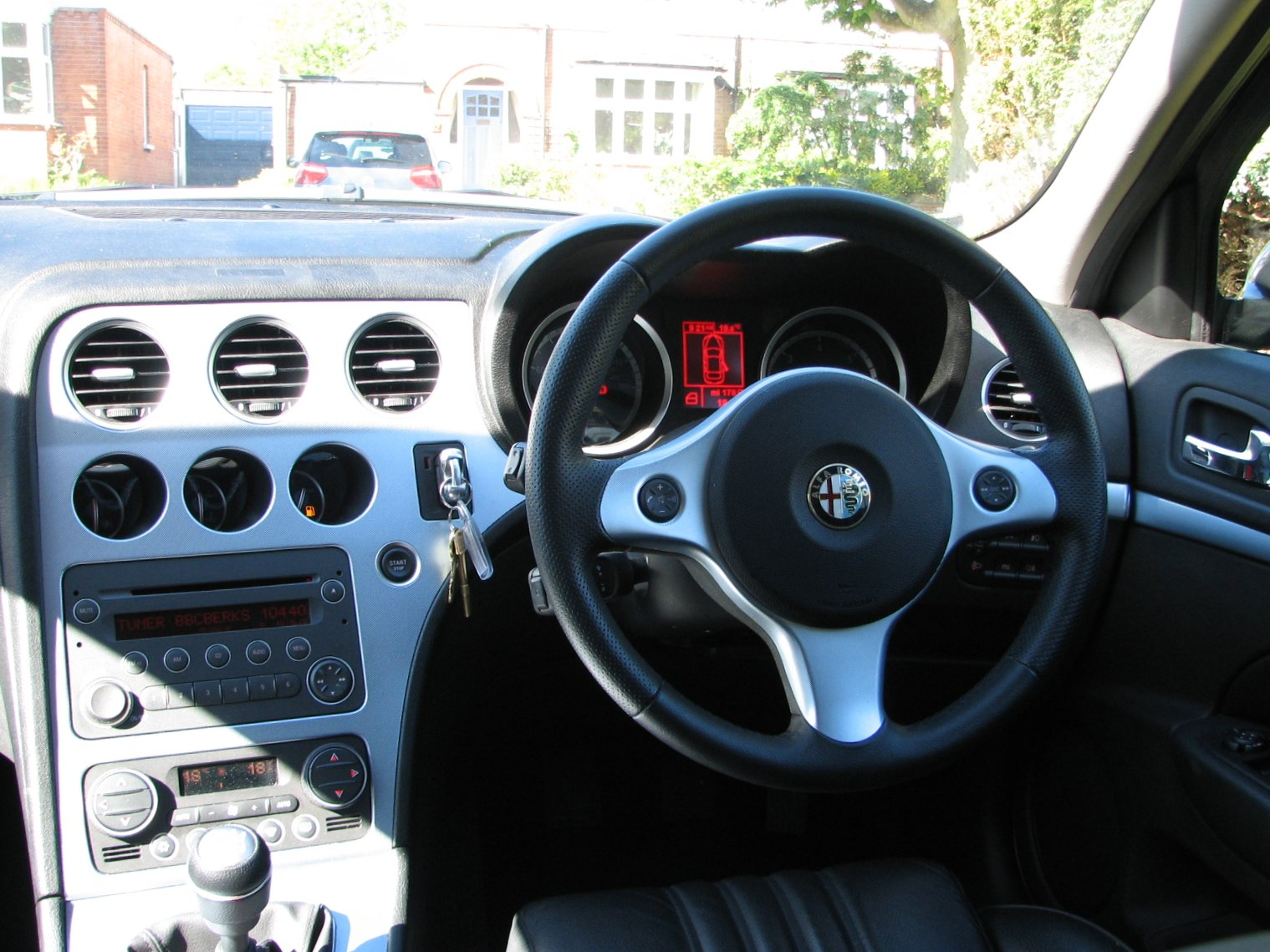
Alfa Romeo 159 2,4 JTDM интерьер

Модель 159 была разработана Джорджетто Джуджаро в сотрудничестве с Centro Stile Alfa Romeo. В носовой части - традиционная для Alfa Romeo V-образная решетка радиатора и капот, а также цилиндрические кластеры фар. На переднюю часть автомобиля, как и на купе, повлиял концепт Brera 2002 года, также разработанный Джуджаро, поскольку Fiat попросил Джуджаро перенести дизайн последнего на будущий седан.
Высокая поясная линия расширяется, пока не достигает задней стойки «C». Некоторые элементы внешнего дизайна были призваны сделать автомобиль более крупным, предположительно, чтобы привлечь потенциальных покупателей в Соединенных Штатах, где 159-я модель в конечном итоге так и не была представлена на рынке.
Первоначальные предложения Centro Stile по экстерьеру Tipo 939 от 2001 года были отклонены, но дизайн интерьера был доработан. Интерьер напоминает элементы стиля более ранних автомобилей, включая 156, такие как глубоко утопленные приборы, расположенные под углом к водителю. По замыслу Alfa Romeo, 159-я модель должна была напрямую конкурировать с BMW, Mercedes-Benz и Audi за счет использования более качественных материалов отделки салона.

## Изменения модельного года
В зависимости от рынка было доступно несколько уровней отделки. Обычно предлагались четыре уровня отделки: Progression, Distinctive, Exclusive и Turismo Internazionale (TI). В Великобритании было доступно три уровня отделки: Turismo, Lusso и Turismo Internazionale (TI). Среди прочих опций для 159-й модели была доступна информационно-развлекательная система Blue&Me.
Alfa Romeo 159 Ti Универсал (Sportwagon)
Вариант Универсал был представлен на Женевском автосалоне в марте 2006 года. В том же году появился вариант с автоматической коробкой передач для дизельной модели 2.4 JTDM, который позже был распространен и на другие версии. В 2007 году была представлена полноприводная дизельная модель, а мощность 2,4-литровых дизельных двигателей была увеличена до 210 PS (154 кВт; 207 л.с.), при этом в качестве опции был доступен недавно представленный уровень отделки TI.
В 2008 модельном году механика и интерьер 159-й модели были доработаны. Приборная панель, приборы и другие алюминиевые компоненты позволили снизить снаряженную массу на 45 кг (99 фунтов). Модель с 3,2-литровым V6 предлагалась в переднеприводном исполнении и развивала максимальную скорость 250 км/ч (155 миль/ч). Все варианты модели теперь оснащались электронным дифференциалом ограниченного скольжения Alfa Romeo «Q2». Обновленный модельный ряд 159 был представлен на Женевском автосалоне в марте 2008 года.
Для 2009 модельного года Alfa Romeo представила вариант бензинового двигателя с турбонаддувом, получивший обозначение «TBi». Этот агрегат объемом 1 742 куб. см оснащен непосредственным впрыском и изменяемым фазами газораспределения впускных и выпускных кулачков. Мощность этого нового двигателя составляет 200 PS (147 кВт; 197 л.с.) и 320 Н⋅м (236 фунт-фут) крутящего момента. В конечном итоге этот агрегат заменит двигатели 2.2 и 1.9 JTS, производимые GM. В том же году появился новый дизельный двигатель JTDm мощностью 170 PS (125 кВт; 168 л.с.).
Модель 159 была снята с производства в Великобритании 8 июля 2011 года.

## Силовой агрегат
Модель 159 была доступна как в передне-, так и в полноприводном исполнении. Система полного привода «Q4» использует двойной дифференциал Torsen Type-C (передний и центральный дифференциал в одном блоке с открытым передним дифференциалом) и предлагалась с 3,2-литровым бензиновым и 2,4-литровым дизельным двигателями.
Благодаря своей платформе, 159-я модель на 225 мм (8,9 дюйма) длиннее и на 85 мм (3,3 дюйма) шире своей предшественницы. Значительный рост габаритов не позволил многим владельцам 156-й модели рассматривать 159-ю модель в качестве прямой замены.[7] Благодаря новой платформе был достигнут высокий уровень пассивной безопасности, а жесткость шасси на кручение достигла 180.000 даНм/рад.[13]
Коробка передач - шестиступенчатая механическая на большинстве моделей (на 1,8-литровой модели - пятиступенчатая), а для дизельных 1,9, дизельных 2,4 и бензиновых 3,2 предлагалась шестиступенчатая автоматическая коробка Q-Tronic (Aisin AW TF-80SC). Автоматическая механическая коробка передач Selespeed была доступна на некоторых рынках с бензиновым двигателем 2.2.
Все бензиновые двигатели оснащены непосредственным впрыском топлива (кроме 1,8 л), получившим название JTS (Jet Thrust Stoichiometric). Дизельные двигатели JTD оснащены системой непосредственного впрыска топлива Common Rail.

## Технические характеристики
Ассортимент двигателей для моделей 2005—2010 гг.
- 1,8 MPI — бензиновый двигатель объёмом 1,8 л мощностью 140 л. с., крутящий момент 175 Н·м при 3800 об./мин в паре с 5-ступенчатой механической КПП F17 (М32 для кузова универсал) или автоматической КПП.
- 1,9 JTS — бензиновый двигатель объёмом 1,9 л мощностью 160 л. с., крутящий момент 190 Н·м при 4500 об./мин в паре с 6-ступенчатой механической КПП.
- 2,2 JTS — бензиновый двигатель объёмом 2,2 л мощностью 185 л. с., крутящий момент 230 Н·м при 4500 об./мин в паре с 6-ступенчатой механической КПП или автоматической КПП (роботизированная коробка Selespeed[6], основанная на механике Getrag M32 и блока управления Magneti Marelli CFC300.
- 3,2 V6 JTS — бензиновый двигатель объёмом 3,2 л мощностью 260 л. с., крутящий момент 322 Н·м при 3800 об./мин в паре с 6-ступенчатой механической КПП F40 или автоматической КПП TF80SC (Q-Tronic).
- 1,9 JTDM — дизельный двигатель мощностью 120 л. с. (8V) и крутящим моментом 280 Н·м при 2000 об./мин и 150 л. с. (16V) и крутящим моментом 320 Н·м при 2000 об./мин.
- 2,4 JTDM — дизельный двигатель мощностью 200 л. с. и крутящим моментом 400 Н·м при 2000 об./мин.

Ассортимент двигателей для моделей 2007—2010 гг.
- 2,4 JTDM — дизельный двигатель мощностью 210 л. с. и крутящим моментом 400 Н·м при 1500 об./мин.

Ассортимент двигателей для моделей 2009—2011 гг.

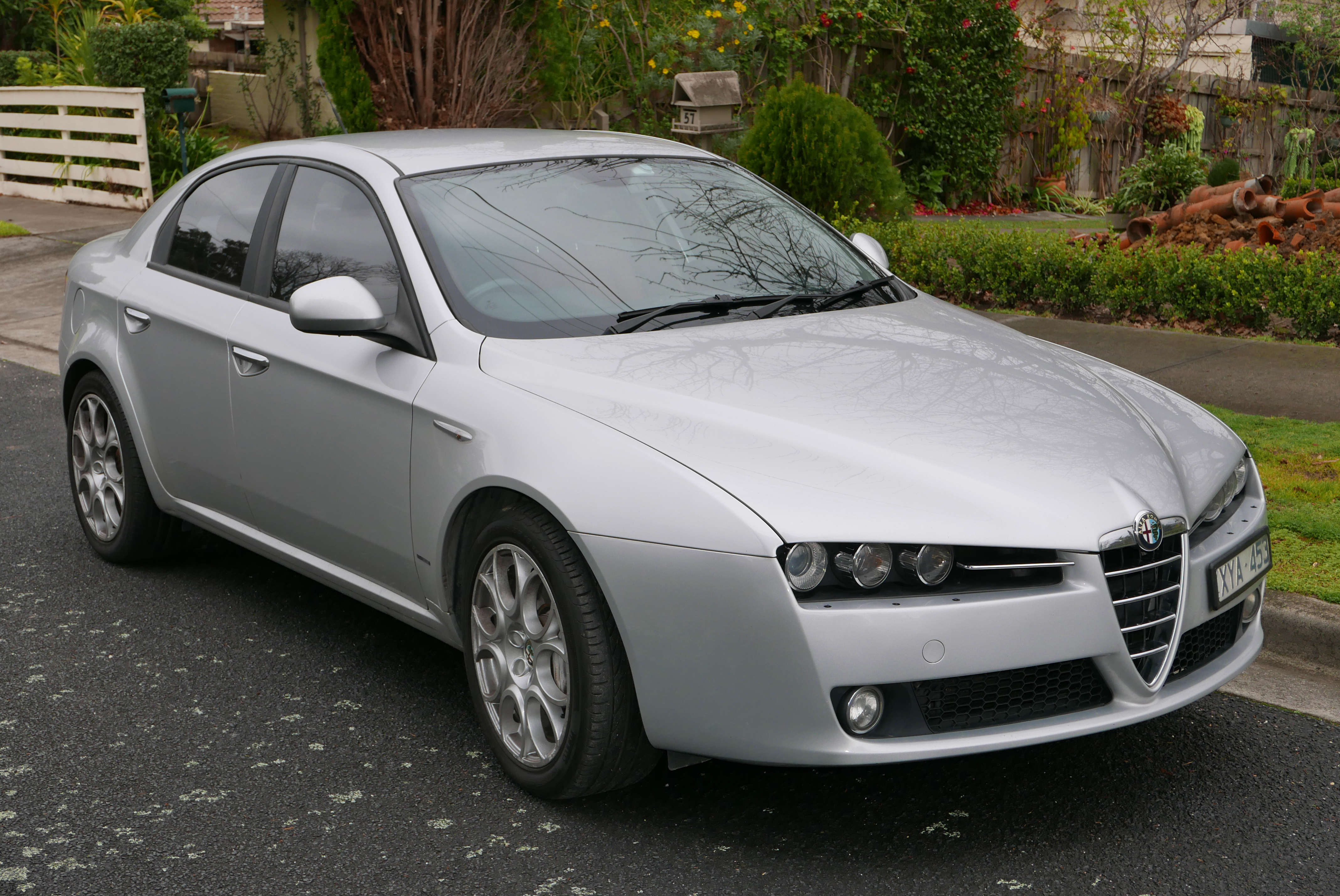
2007 Alfa Romeo 159 JTS Q4 седан

- 1,75 TBi — турбированный бензиновый двигатель объёмом 1,75 л мощностью 200 л. с. и крутящим моментом 320 Н·м при 1400 об./мин в паре с 6-ступенчатой механической КПП.

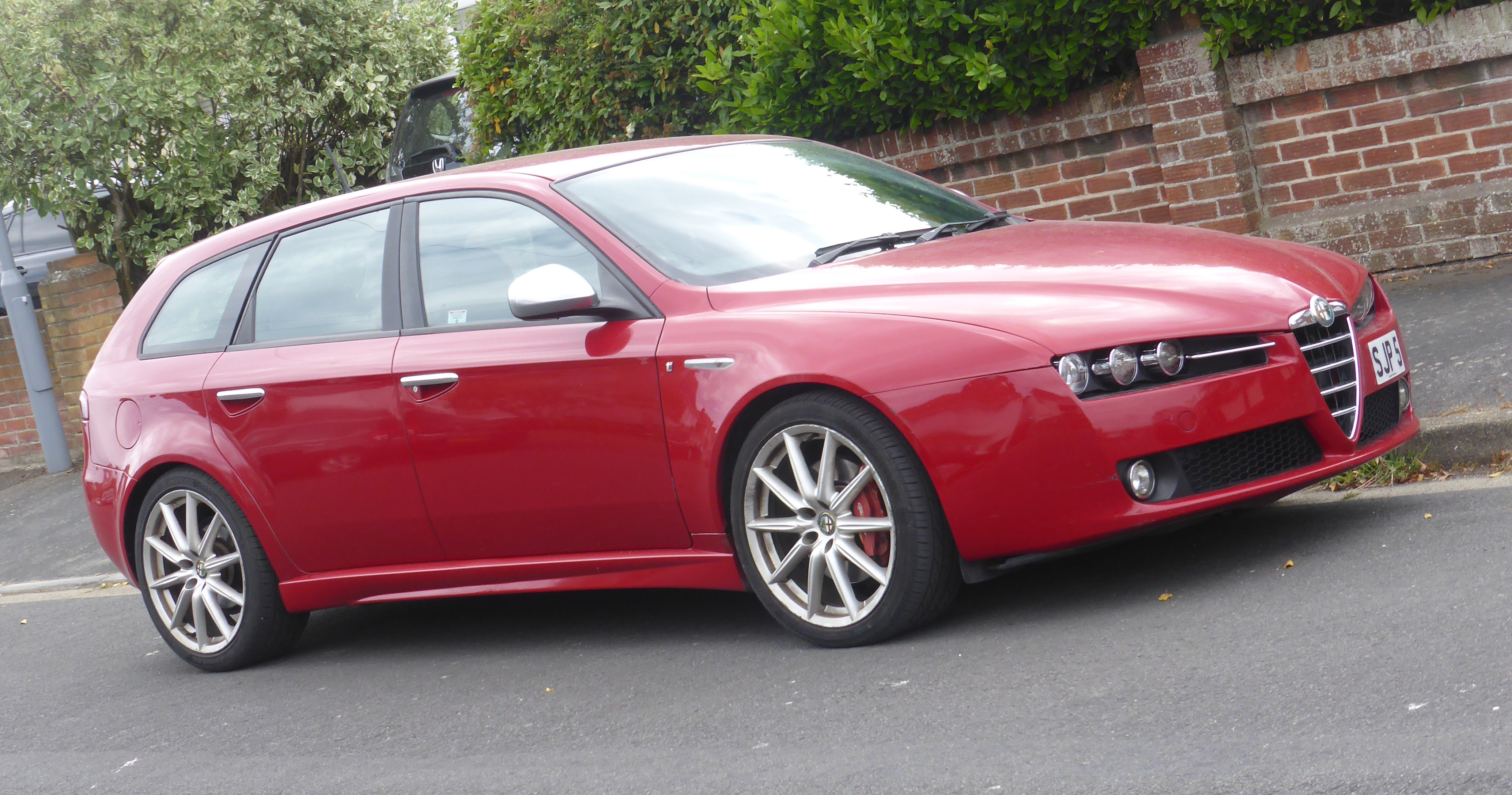
Alfa Romeo 159 Ti Универсал

- 2,0 JTDM — дизельный двигатель мощностью 170 л. с. (16V) и крутящим моментом 360 Н·м при 1750 об./мин.

Ассортимент двигателей для моделей 2010—2011 гг.
- 2.0 JTDM — дизельный двигатель мощностью 136 л. с. (16V) и крутящим моментом 350 Н·м при 1750 об./мин.

На автомобилях с дизельными двигателями устанавливалась механическая КПП или автоматическая КПП Q-Tronic. На автомобилях с полным приводом Q4 устанавливалась АКПП только в версии 3,2 V6 JTS.
159 оснащается 6-ступенчатой  автоматической КПП Q-Tronic, производства японской Aisin Warner, более известной как AW TF-80SC.

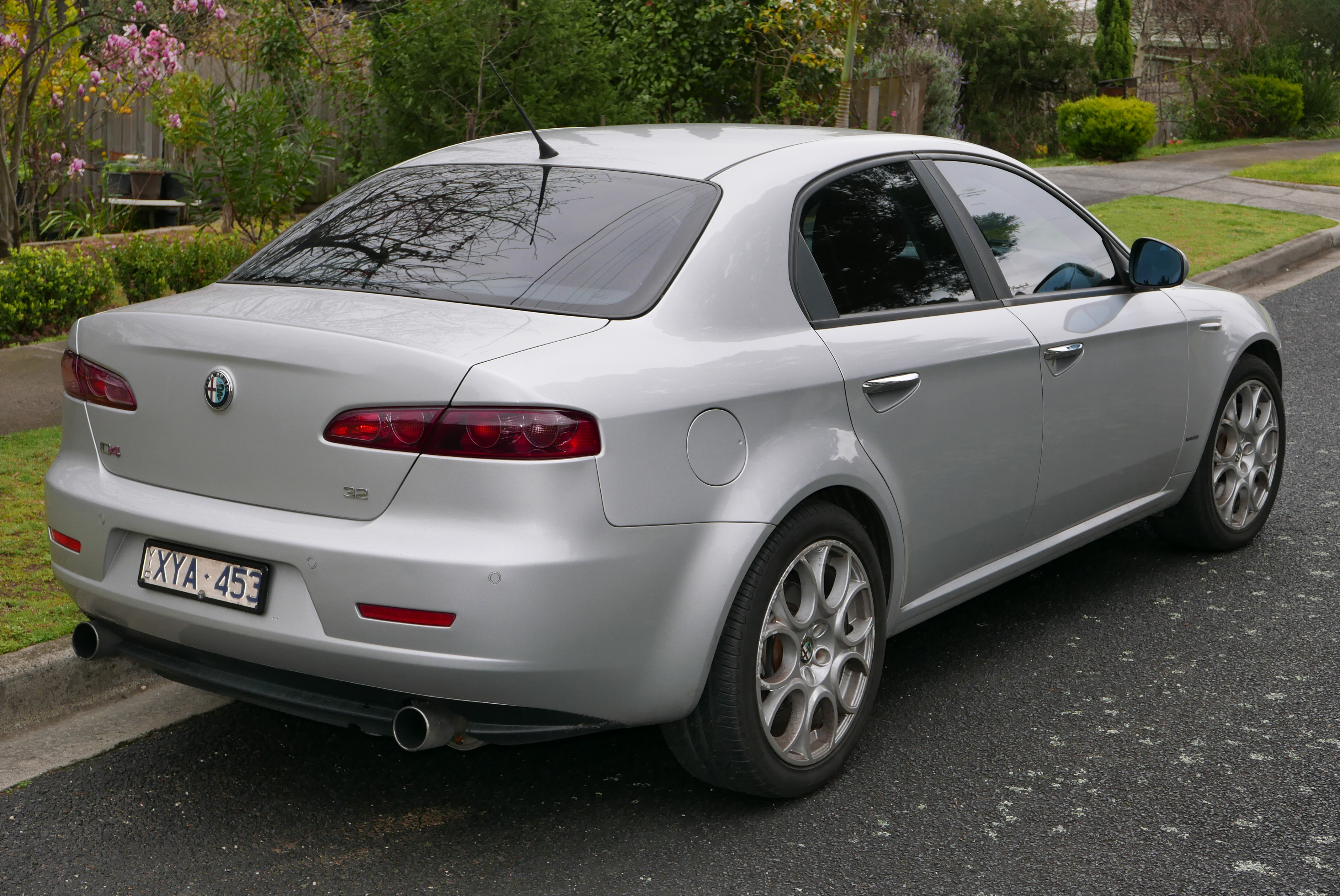
2007 Alfa Romeo 159 JTS Q4 седан

## Безопасность
В 2006 году Alfa Romeo 159 получил 5 звёзд по результатам краштеста EuroNCAP.
| Euro NCAP                                                                 | Euro NCAP | Euro NCAP | Euro NCAP |
| ------------------------------------------------------------------------- | --------- | --------- | --------- |
| Рейтинги                                                                  | Пассажир  |           | 34        |
| Рейтинги                                                                  | Ребёнок   |           | 40        |
| Рейтинги                                                                  | Пешеход   |           | 9         |
| Протестированная модель: Alfa Romeo 159 1,9 JTD 'Progression', LHD (2006) |           |           |           |

## Галерея

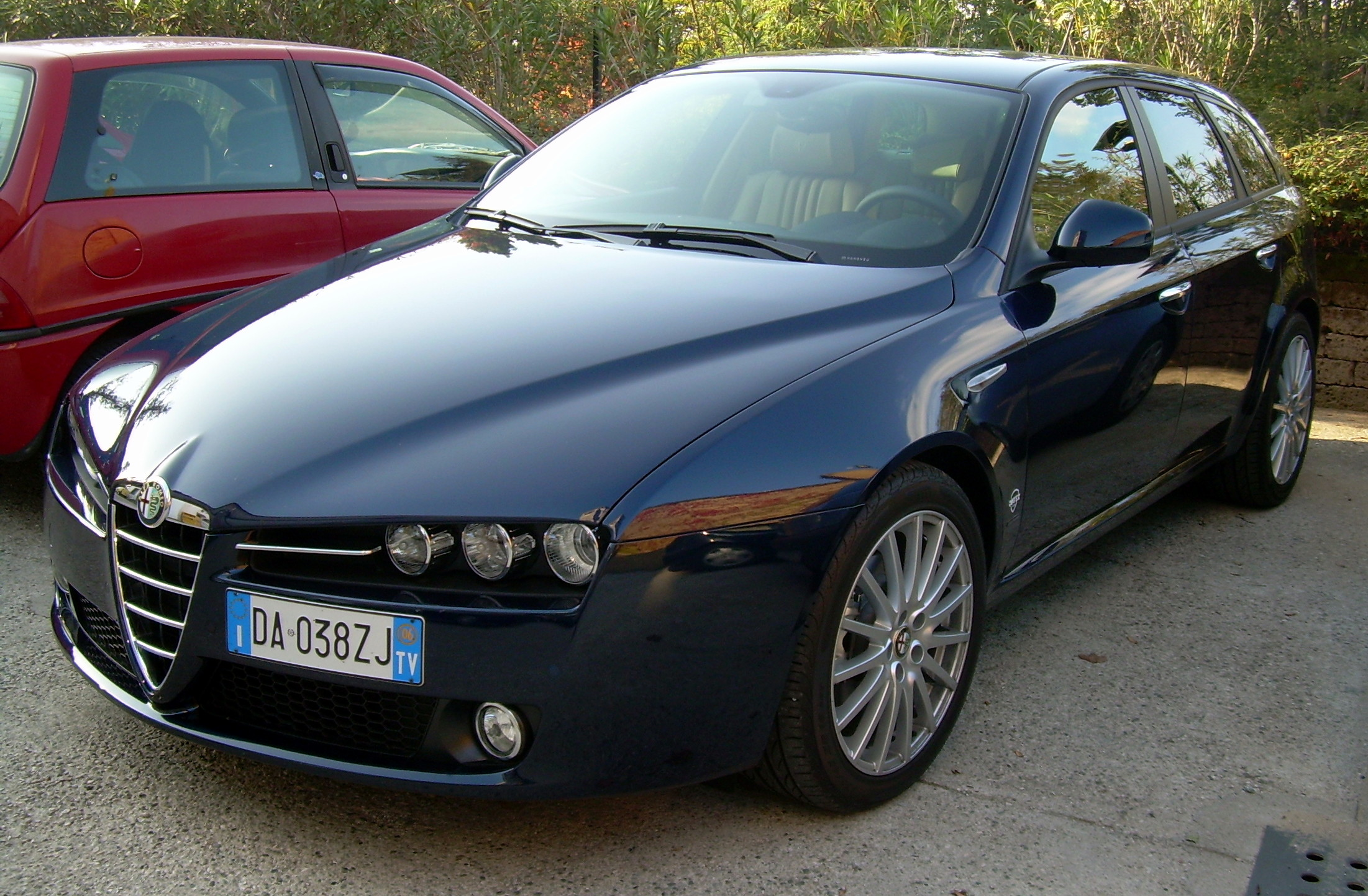
Универсал Alfa Romeo 159 Sportwagon
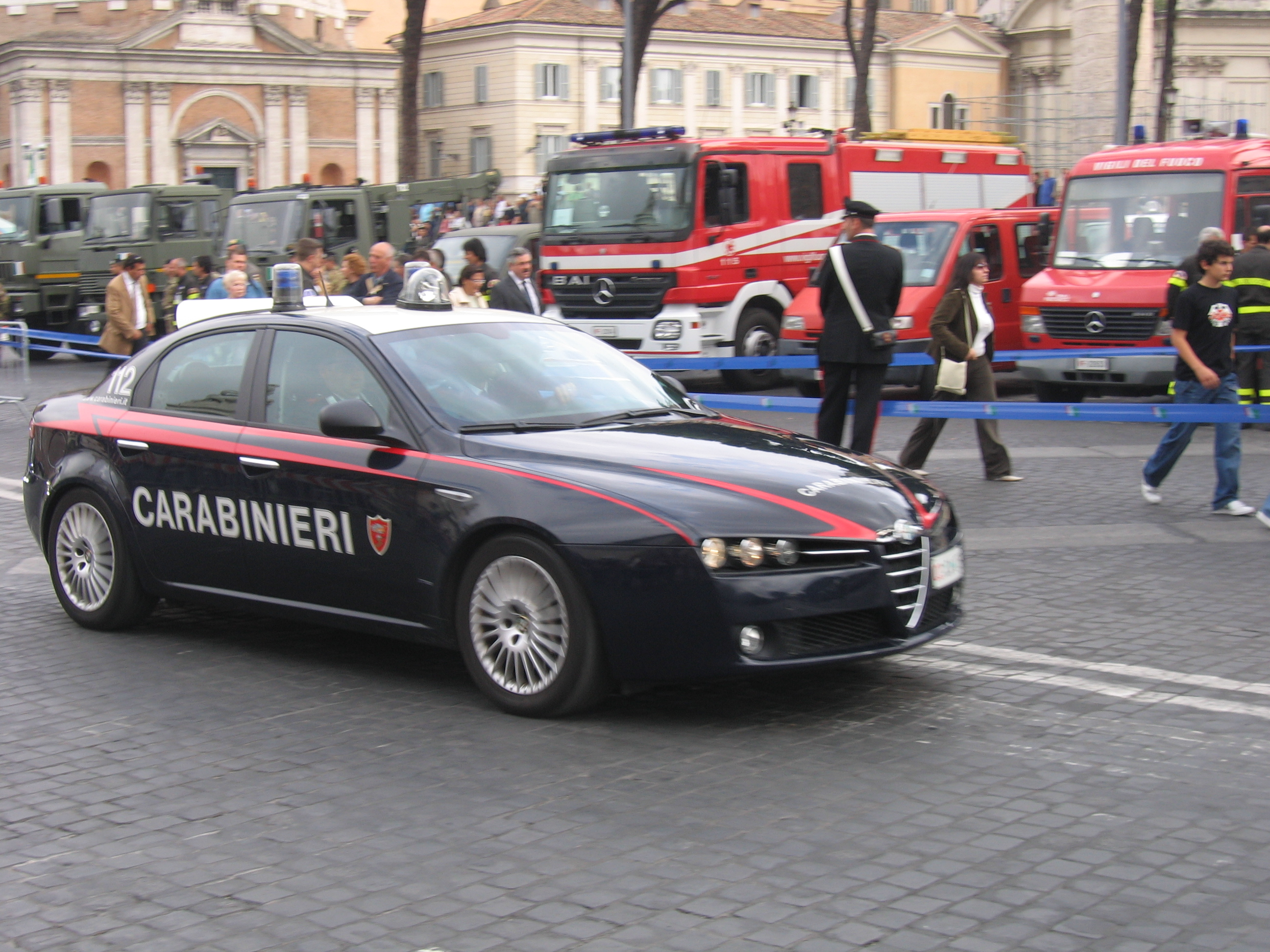
Alfa Romeo 159 (карабинеры)
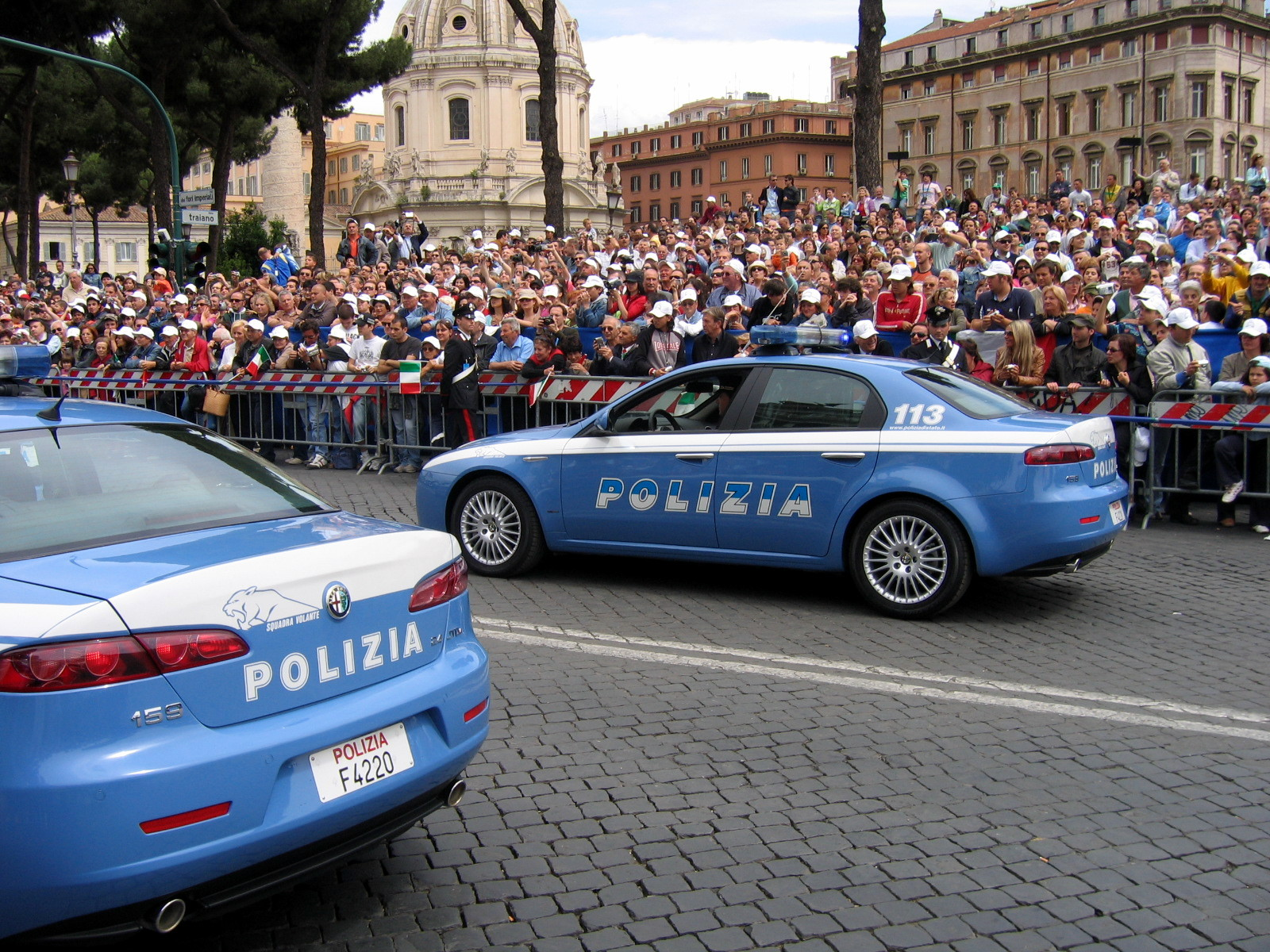
Alfa Romeo 159 (полиция)